# Municipio de Richland (condado de Clarion)
El municipio de Richland (en inglés: Richland Township) es un municipio ubicado en el condado de Clarion en el estado estadounidense de Pensilvania. En el año 2000 tenía una población de 553 habitantes y una densidad poblacional de 14.1 personas por km².

## Geografía
El municipio de Richland se encuentra ubicado en las coordenadas 41°10′25″N 79°38′17″O / 41.17361, -79.63806.

## Demografía
Según la Oficina del Censo en 2000 los ingresos medios por hogar en la localidad eran de $32,083 y los ingresos medios por familia eran de $36,250. Los hombres tenían unos ingresos medios de $28,594 frente a los $19,531 para las mujeres. La renta per cápita de la localidad era de $14,764. Alrededor del 12,9% de la población estaba por debajo del umbral de pobreza.